# Reimlexikon
Ein Reimlexikon (auch Reimwörterbuch) ist ein Nachschlagewerk für Reimwörter.
Es enthält eine Zusammenstellung von sich reimenden Endungen, den so genannten Reimsilben. Die Reimsilben sind alphabetisch sortiert, wobei in der Regel nach dem letzten betonten Vokal bzw. Diphthong geordnet wird. Unter den Endungen sind die passenden Reimwörter aufgelistet, also alle Wörter, die sich auf die betreffende Endung reimen. Dabei orientiert sich die Zusammenstellung nicht an der Schreibweise, sondern an der Aussprache.
Zum Beispiel finden sich zur Endung „-itte“ unter anderem die Wörter „Bitte“, „Brigitte“, „Mitte“, „bitte“ und „dritte“.
In den Reimlexika finden sich Substantive und Adjektive jeweils mit allen gebräuchlichen Komposita, sodass sich eine Fülle von Reimmöglichkeiten eröffnet. Auch die Pluralbildungen der Substantive und die Zeitformen der Verben sowie alle Steigerungsformen der Adjektive werden in Reimwörterbüchern berücksichtigt. Viele moderne Reimwörterbücher beinhalten auch derbe und abwertende Begriffe. Im obigen Beispiel würde dann zur Endung „-itte“ auch „Titte“ aufgeführt sein.

## Geschichte
Schon im 16. Jahrhundert, seit der Renaissance, standen vor allem im italienischen Sprachraum Reimlexika zur Verfügung, die endgültig dem Problem „Reimnot“ ein Ende setzen sollten. Erstmals wurde ein Reimlexikon im Jahre 1528 erwähnt. Es wurde von Fulvio Pellegrino Morato unter dem Titel Rimario de tutte le cadentie di Dante e Petrarca verfasst. Im Jahre 1540 verfasste Erasmus Alberus ein deutsches Reimlexikon mit dem Titel Novum dictionarii genus.
Unter dem Titel Deutscher Helikon entwarf Philipp von Zesen 1640 das wahrscheinlich erste deutsche Reimwörterbuch. Danach folgte im Jahre 1691 Martin Grünwalds Reichen und Ordentlichen Vorrat der männlichen und weiblichen Reime. Im selben Jahr erschien auch das bekannte Poetische Handbuch von Johann Hübner.
Genau hundert Jahre später (1791) verfasste Gottfried August Bürger das Buch Hübnerus redivivus. 1826 veröffentlichte Ferdinand Hempel unter dem Pseudonym Peregrinus Syntax das Allgemeine deutsche Reimlexikon; es umfasst mehr als 300.000 Einträge.
Bekannte moderne Reimlexika sind Das große Reimlexikon von Günter Pössiger und das von Angelika Fabig neu bearbeitete und herausgegebene Reimlexikon von Willy Steputat.
Schon länger existieren auch elektronische Reimlexika –, beispielsweise eine 1999 veröffentlichte sogenannte Gedicht-Software aus Stuttgart, die 50.000 Reimwörter beinhaltet. Es gibt außerdem diverse Online-Reimlexika, die aber oft nur Ähnlichkeiten der Schreibung vergleichen. Auch das Wörterbuch-Projekt Wiktionary enthält bei seinen Worteinträgen Links zu entsprechenden Reimen.

## Reimlexika des Französischen
- Armel Louis: Dictionnaire des rimes et assonances illustré par 3000 citations de poèmes et chansons. Le Robert, Paris 1997, 2015, ISBN 2-85036-300-6.
- Louis Cayotte: Dictionnaire des rimes classées d'après l'ordre alphabétique inversé. Hachette, Paris 1906. (269 Seiten)
- Valéry Debov: Dictionnaire des rimes en verlan dans le rap français. La Maison du Dictionnaire, Paris 2012, ISBN 978-2-85608-290-4.
- Paul Desfeuilles (1866–1943): Dictionnaire de rimes. Garnier, Paris 1925, 1986, ISBN 2-7370-0174-9.
- Pierre de La Noue: Le grand dictionnaire des rimes françoises selon l'ordre alphabétique (1623). Slatkine, Genf 1972. (140 Seiten)
- Jean Le Fèvre (1493–1565): Dictionnaire des rimes françoises. Nachdruck der Ausgabe Paris 1588. Slatkine, Genf 1973. (zuerst 1572, bearbeitet von Étienne Tabourot)
- Philippe Martinon: Dictionnaire méthodique et pratique des rimes françaises. Larousse, Paris 1905, 1962.
- Pierre-Marie Quitard (1792–1882): Dictionnaire des rimes. Garnier, Paris 1873. (508 Seiten)
- César-Pierre Richelet: Dictionaire de rimes dans un nouvel ordre. Florentin & Pierre Delaulne, Paris 1692. (561 Seiten)
- Léon Warnant: Dictionnaire des rimes. Larousse, Paris 1973, 2012, ISBN 978-2-03-588382-7. (geordnet nach letztem Vokal der letzten Silbe)